# Brandt 81 mm Mle 1927
Il Brandt 81 mm Modèle 1927, poi rapidamente aggiornato al Modèle 1927/31 nel 1931, è un modello di mortaio sviluppato dalla francese Brandt negli anni venti ed impiegato da varie nazioni durante la seconda guerra mondiale.

## Storia
Il mortaio da 81 mm Brandt era una evoluzione diretta del rivoluzionario mortaio inglese da 3 pollici Stokes della prima guerra mondiale. Venne concepito negli anni venti come il primo vero mortaio di tipo "moderno" e fissò per decenni gli standard di riferimento per questo tipo di armi, sia nel calibro che nella configurazione. Parallelamente si provvide allo sviluppo di una nuova generazione di munizioni. Nel 1931 fu aggiornato il mortaio e soprattutto fu migliorato il munizionamento. La nuova versione Mle 1927/31 era talmente eccellente che, oltre ad avere un notevole successo commerciale, in pochi anni venne realizzata su licenza o copiata del tutto in gran parte dei principali Paesi del mondo. In Italia, che nei primi anni trenta aveva acquistato il mortaio direttamente in Francia per equipaggiare le truppe inviate in Etiopia, la CEMSA ne realizzò la versione Mortaio da 81 Mod. 35 che si dimostrò il migliore dei mortai del Regio Esercito, in servizio con oltre 2000 pezzi al giugno 1940. I tedeschi, dopo l'occupazione della Francia, immisero in servizio i pezzi Brandt di preda bellica non solo dell'Armée de terre, ma di tutti i paesi occupati che ne erano dotati. Negli USA, in URSS, Paesi Bassi ed in altre nazioni ebbe largo successo, tanto da diventare un punto di riferimento a livello mondiale. I modelli statunitensi e sovietici (e le loro copie cinesi) sono praticamente a tutt'oggi in servizio.
I francesi realizzarono anche la versione Brandt 81 mm Mle 1932 per equipaggiare le torrette e le casematte della Linea Maginot.

## Tecnica
La classificazione che il mortaio da 81 (in realtà da 81,4mm) ha è quella di mortaio "medio". La dotazione riguarda essenzialmente il battaglione di fanteria, sia con l'arma a terra che su veicoli corazzati, con una dotazione di una batteria da 4-6 pezzi in un plotone d'appoggio. Le gittate sono state via via migliorate rispetto al modello francese originale, già negli anni '30, ma la struttura è rimasta sostanzialmente quella del Mle 1927 originario.
Si trattava di un'arma relativamente leggera, semplice, ma con alcune innovazioni dettate dalle esperienze via via fatte. La prima era il bipiede d'appoggio, che nello Stokes era complesso e pesante, mentre qui era facilmente installabile e regolabile per stabilire la gittata, ottenuta solo con il tiro nel secondo arco, ovvero oltre i 45° di angolazione e fino quasi alla verticale. La regolazione del bipede era facile, con un vitone a manovella che influiva sulla elevazione del tubo. Questo era dotato di congegni di puntamento per il cannoniere, che molto vantaggiosamente poteva stare inginocchiato anziché in piedi come sullo Stokes. La resistenza del tubo era tale da accettare pressioni elevate e questo, specie con il Mle 1927/31, consentiva di sparare granate più pesanti e potenti. La piastra di appoggio era efficace nell'assorbire la violenza del rinculo, ed era sistemata alla base del tubo, vincolata al bipiede da una catena.
Le granate erano di tipo standard e quello pesante, da 3,25 e 6,9 kg, con la possibilità di raggiungere i 1900 e i 1000 metri rispettivamente. Vi erano non solo granate HE ma anche fumogene di vario tipo.

## Utilizzatori e produttori su licenza
- Austria: utilizzati come preda bellica dalla Wehrmacht come 8.14 cm GRW 33 (o).
- Cecoslovacchia: 8 cm minomet vz. 36; utilizzati come preda bellica dalla Wehrmacht come 8.14 cm GrW 278 (t).
- Danimarca: utilizzati come preda bellica dalla Wehrmacht come 8.14 cm GrW 275 (d).
- Estonia: utilizzò armi acquistate dalla Brandt.
- Finlandia
- Francia: fu la prima utilizzatrice del Mle 1927 e Mle 1927/31, riutilizzati dalla Wehrmacht come 8.14cm GrW 278(f) e 278/1(f).
- Germania: impiegò durante la seconda guerra mondiale i pezzi di preda bellica catturati alla Francia ed a tutti gli altri stati occupati.
- Giappone: prodotto su licenza come 81 mm Type 3, dal quale furono sviluppati i 81 mm Type 97 e 81 mm Type 99.
- Grecia: 325 mortai acquistati dalla Brandt.
- Irlanda: utilizzò armi acquistate dalla Brandt.
- Italia: i mortai furono acquistati direttamente in Francia ed impiegati nella guerra d'Etiopia; queste armi importate servirono da base per lo sviluppo del mortaio da 81 Mod. 35 e da 81 L.P. della CEMSA.
- Jugoslavia: produsse su licenza la copia 8,1 cm MWM 31/38 Kragvjewac, utilizzata dalla Wehrmacht come 8.14 cm GrW 270 (j).
- Paesi Bassi: 60 acquistati direttamente dalla Brandt e 200 realizzati su licenza dalla olandese Siderius alla fine degli anni venti, denominati Mortier van 8; altri 100 prodotti negli anni trenta dalla Artillerie Inrichtingen[1]; utilizzati come preda bellica dalla Wehrmacht come 18.4 cm GRW 286 (h).
- Romania
- Polonia: prodotto su licenza come 81 mm moździerz wz. 1931; utilizzato come preda bellica dalla Wehrmacht come 8.14 cm GrW 31 (p).
- Unione Sovietica: produsse il derivato 82 mm BM-37.
- Stati Uniti: il derivato M1 fu impiegato dalla seconda guerra mondiale fino alla guerra di Corea.